# Obeah
Obeah (soms gespeld als Obi) is een vorm van volksmagie of tovenarij die zijn oorsprong vindt in Centraal- en West-Afrika.
In Obeah wordt gebruikgemaakt van zowel goede als zwarte magie. In dat opzicht is het verwant aan religies als Palo Monte, Vodou, Santeria en hoodoo. Tegenwoordig wordt het nog gepraktiseerd in Suriname, Haïti en vroegere Britse kolonies als Jamaica, de Maagdeneilanden, Trinidad en Tobago, Guyana, Belize, de Bahama's, Saint Vincent en de Grenadines, Barbados en de eilanden van de voormalige Nederlandse Antillen.